# Palais des congrès de Paris
Pour les articles homonymes, voir Palais des congrès.
Le palais des congrès de Paris, en forme courte le Palais des Congrès, dans le 17e arrondissement, est un centre d'affaires, de congrès et de spectacles de la capitale, installé à la porte Maillot, en bordure de Paris, du bois de Boulogne et de Neuilly-sur-Seine. Le palais des congrès fait partie du même ensemble qu'un hôtel gratte-ciel, le Hyatt Regency Paris Étoile.
Le palais des congrès est d'abord, comme son nom l'indique, un important centre d'affaires avec salons, boutiques, restaurants, salles de réunions et surfaces d'exposition.
Il a pour adresse : 2, place de la Porte-Maillot, Paris 17e.

## Historique
Le terrain sur lequel le palais des congrès est situé est en limite de la plaine des Sablons et de Sablonville, il a été occupé par le bastion no 51 des fortifications de Thiers, le Luna-Park et la chapelle N.-D. de Compassion.

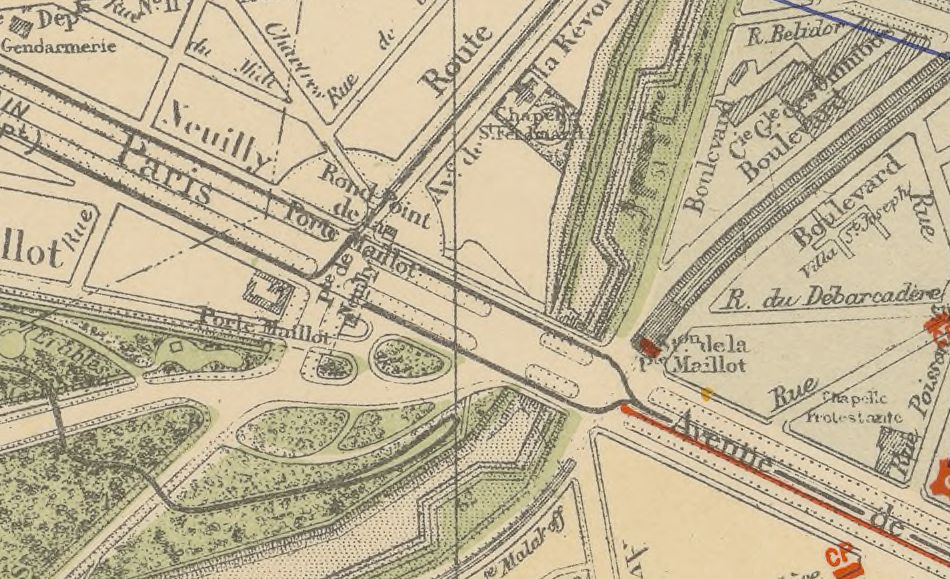
Emplacement du palais des congrès en 1900.

Après la destruction des fortifications vers 1920, ce terrain en friche servait à l’installation de parcs d’attraction estivaux temporaires. Il abrita même après la guerre quelques bâtiments d’hébergement de ministères.
La construction du boulevard périphérique, provoqua un réaménagement complet de la zone parisienne qui lui était parallèle.
À partir de 1970 furent construits, sur l’emplacement de l’ancien Luna Park, le palais des congrès et l’hôtel Concorde Lafayette situé juste à côté.
La petite église Notre-Dame-de-Compassion, construite par Louis-Philippe en mémoire de son fils décédé à cet endroit, fut démontée puis reconstruite pierre par pierre, une centaine de mètres plus loin.
Œuvres des architectes Guillaume Gillet, Serge Maloletenkov, Yves Betin et Henri Guibout, les bâtiments sont inaugurés le 28 février 1974,.
Une extension est réalisée entre 1997 et 1999. L'imposante façade en plan incliné qui date de cette réhabilitation est l'œuvre de l'architecte Christian de Portzamparc.

## Description

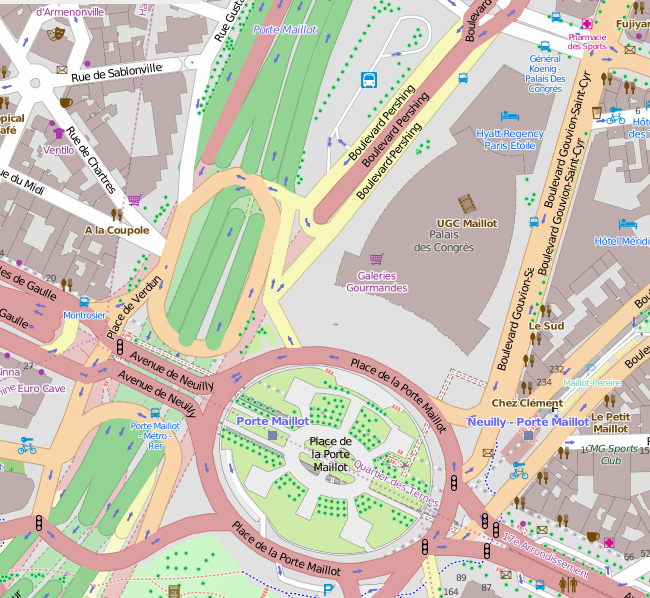
Le palais des congrès et la Porte Maillot en 2010.

Avec ses 32 000 m2, le palais des congrès comporte depuis 1999 quatre amphithéâtres répartis sur quatre étages :
- le grand amphithéâtre de 3 723 places, rénové en 1991. La surface de la scène de 26 m sur 22 et les installations techniques permettent aussi bien de programmer des conventions d'entreprise dans la journée que des spectacles d'opéra ou de ballets le soir ;
- les amphithéâtres Bordeaux, Bleu et Havane plus modestes.

Le palais possède également de nombreuses salles de conférences et une galerie marchande sur deux niveaux.
Lors de l'extension de 1999, les surfaces d’exposition ont été doublées avec trois plateaux supplémentaires et deux nouvelles salles à plat. Le nouvel amphithéâtre Bordeaux est construit dans un cône inversé, visible sur la façade. Sa nouvelle forme architecturale en plan incliné en fait aujourd’hui sa singularité et sa renommée internationale.
Le palais des congrès est géré par la société Viparis.
L’Hôtel Hyatt Regency Paris Étoile, situé juste à côté, avec ses 33 étages, ses 995 chambres et suites et ses 137 m de hauteur (190 m avec l'antenne située sur son toit) est l’un des bâtiments les plus hauts sur le territoire de la ville de Paris après la tour Eiffel et la tour Montparnasse, (mais plus petit que certains des immeubles du quartier de la Défense situés à proximité). Il fut inauguré en avril 1974, dans le cadre de la création du Centre international de Paris.

Vue de la porte Maillot.
Vue de Neuilly-sur-Seine.
Travaux sur le terreplein central .
Vue de la porte Maillot.

## Programmation

### Événements passés
- César du cinéma 1976, 1981, 1986, 1987, 1988, 1992, 1995
- Concours Eurovision de la chanson 1978
- Tirage au sort de la phase finale de l’Euro 2016 le 12 décembre 2015

### Spectacles créés au palais des congrès
- Starmania, de Luc Plamondon et Michel Berger, (1979)
- Danton et Robespierre, de Robert Hossein (1978)
- La liberté ou la mort, de Robert Hossein (1988)
- Notre-Dame de Paris, de Luc Plamondon et Richard Cocciante, (1998)
- De Gaulle - Celui qui a dit non, de Robert Hossein (1999)
- Roméo et Juliette, de la haine à l'amour, de Gérard Presgurvic, (2001)
- Cindy, Cendrillon 2002 de Luc Plamondon et Charles Talar (2002)
- Les Demoiselles de Rochefort (2003)
- On achève bien les chevaux, de Robert Hossein, (2004)
- Merlin l'Enchanteur, de Bernard Poli (2009) [4]
- Video Games Live, de Tommy Tallarico et Jack Wall, (2008, 2009 et 2010)
- Robin des Bois, de Gilbert Coullier (2013)
- La Légende du roi Arthur, de Dove Attia (2015)
- La Dame de Pierre, de Corentin Stemler (2023)

Ainsi que les principales comédies musicales de Chantal Goya écrites par Jean-Jacques Debout (record absolu du nombre de représentations et d'entrées)[réf. nécessaire] :
- Le Soulier qui vole, (1980, 1981, 1994, 2019)
- La Planète merveilleuse, (1982-1983)
- Le Mystérieux Voyage de Marie-Rose, (1984-1986/2008)
- L'Étrange Histoire du château hanté, (1989/2012)
- Féérie de Noël (1993)
- Il était une fois... Marie-Rose (2010)
- Happy Birthday Marie-Rose (2011-2012)
- La Planète merveilleuse (janvier 2014 retour en janvier 2015)

### Des chanteurs qui se sont produits dans cette salle
- Serge Lama : 1975 (premier chanteur à s'y produire), 1977, 1979, 1981, 1995, 2009
- Maxime Le Forestier:
- Sylvie Vartan : 1975 (première chanteuse à s'y produire), 1976, 1977, 1978, 1983, 2004, 2008, 2025
- Léo Ferré : 1975
- Diana Ross:
- Sabah Fakhri : 1978
- Julien Clerc : 1978, 1980, 2012, 2021
- Michel Sardou : 1978, 1981, 1983, 1985, 1987
- Chantal Goya : 1980, 1981, 1982, 1983, 1984, 1985, 1986, 1989, 1993, 1994, 2004, 2006, 2007, 2008, 2009, 2010, 2012, 2013, 2014, 2015, 2018, 2019, 2021, 2022, 2023, 2024- Chantal Goya détient le record absolu du nombre de représentations et d'entrées
- Ray Charles : 1984, 2001
- Charles Aznavour : 1986, 1987, 1992, 1994, 1997, 1998, 2000, 2004, 2007
- Mireille Mathieu : 1986, 1990
- Charles Trenet : 1989
- Liza Minnelli : 1991, 2009
- Gilbert Bécaud : 1993
- Lounis Aït Menguellet : 1993, 1997[5]
- Ferhat : 1994[6]
- Chœurs de l'Armée rouge : 1995, 2010, 2019
- Lounes Matoub : 1996[7]
- Cherif Kheddam : 1996[8]
- Bruce Springsteen : 1996
- Majida El Roumi : 1996[9]
- Henri Salvador : 2002, 2007
- Florent Pagny : 2004
- Les Chœurs de Paris XIII : 2005, 2006, 2007
- John Fogerty : 2006
- Bharati : 2006, 2009, 2010
- Âge tendre et tête de bois : 2007, 2010
- Sonic Youth : 2009
- Bob Dylan : 2009
- Donna Summer : 2009
- Mariah Carey : 2019
- Elton John : 2009
- Cliff Richard and The Shadows : 2010, Tournée mondiale
- Alicia Keys : 2011
- Katie Melua : 2012[réf. nécessaire]
- Pomf et Thud : 2013
- Paul Wilbur : 2013
- Jean-Louis Aubert : 13 et 14 octobre 2014
- Boyz II Men : 2014
- Warda al-Jazairia : 1995

### Des spectacles comiques qui se sont produits dans cette salle
- Thierry Le Luron : 1980 (premier humoriste à s'y produire)
- Popeck : 1992
- Pierre Palmade : 1999, 2000
- Michel Boujenah : 2000
- Raymond Devos : 2003
- Didier Gustin : 2004
- Laurent Gerra : 2007, 2012, 2018
- Florence Foresti : 2011
- Alexandre Astier : 2016

### Des spectacles de magie qui se sont produits dans cette salle
- David Copperfield : 1995 Premier illusionniste à s'y produire
- Dani Lary : 2014 (premier illusionniste français à s'y produire)

### Autres événements organisés dans la salle
- Présentation du parcours du Tour de France en octobre
- Forum CentraleSupélec : rassemblement annuel d'entreprises et d'étudiants de l'École CentraleSupélec.
- Basketball : Le Match des Champions organisé par la Ligue nationale de basket : 2012[10]
- Jeu vidéo : StarCraft II, sport électronique, tournoi Iron Squid II : 26 janvier 2013[11].
- Télévision : Lieu de diffusion de "Face à France", talk-show diffusé sur NRJ12

## Sources
- Outre Guillaume Gillet, Serge Maloletenkov, fut le principal architecte du palais, Henri Guibout s'étant essentiellement occupé de l'hôtel Lafayette[12]